# Aporosa ficifolia
Aporosa ficifolia är en emblikaväxtart som beskrevs av Henri Ernest Baillon. Aporosa ficifolia ingår i släktet Aporosa och familjen emblikaväxter. Inga underarter finns listade i Catalogue of Life.